# Sabina Brzozowska-Dybizbańska
Sabina Brzozowska-Dybizbańska (ur. 1970) – polska filolog, dr hab. nauk humanistycznych, profesor uczelni Instytutu Nauk o Literaturze Wydziału Filologicznego Uniwersytetu Opolskiego.

## Życiorys
8 lipca 1999 obroniła pracę doktorską Klasycyzm i motywy antyczne w poezji Młodej Polski, 29 września 2010 habilitowała się na podstawie oceny dorobku naukowego i pracy zatytułowanej Człowiek i historia w dramatach Tadeusza Micińskiego. Otrzymała nominację profesorską. Została zatrudniona na stanowisku adiunkta w Instytucie Filologii Polskiej na Wydziale Filologicznym Uniwersytetu Opolskiego.
Objęła funkcję profesora nadzwyczajnego w Instytucie Polonistyki i Kulturoznawstwa na Wydziale Filologicznym Uniwersytetu Opolskiego.
Piastuje stanowisko profesora uczelni Instytutu Nauk o Literaturze Wydziału Filologicznego Uniwersytetu Opolskiego.